# Novochopjorsk
Novochopjorsk (Новохопёрск) je sídlo (od roku 1779 město) administrativní centrum Novochopjorského rajónu Voroněžské oblasti. Město je zapsáno v Seznamu historických sídel Ruska. V roce 2018 zde žilo přibližně 5 900 obyvatel.

## Geografie
Město leží na pravém břehu Chopjoru (přítok Donu), 50–70 m nad hladinou řeky, 202 km od Voroněže. Železniční stanice Novochopjorsk, ležící na trati Liski – Povorino, je vzdálena 5 km.

## Partnerská města
Partnerským městem býval Gottwaldov, a nebylo tomu náhodou, neboť Klement Gottwald navštívil 16. září 1943 československé vojáky v Novochopersku, když se tu po ústupu po bitvě u Sokolova zotavovali.